# Britta Schlage
Britta Sylvia Schlage (* 7. November 1956 in Hamburg-Bergedorf) ist eine deutsche Juristin, ehemalige Richterin und Politikerin der Sozialdemokratischen Partei Deutschlands (SPD).

## Beruflicher Werdegang
Britta Schlage besuchte Volks- und Realschule sowie Aufbaugymnasium in Hamburg und legte 1976 ihr Abitur ab. Anschließend studierte sie Rechtswissenschaften in Hamburg. Im März 1983 beendete sie ihre juristische Ausbildung und war danach bis Oktober 1983 als wissenschaftliche Mitarbeiterin an der Universität Hamburg tätig.
Im November 1983 begann sie ihre Laufbahn im Justizwesen als Richterin in Hamburg in Zivil- und Strafsachen. 1986 war sie Richterin am Landgericht Hamburg. Von 1993 bis 1998 war sie an die Niedersächsische Fachhochschule für Rechtspflege abgeordnet und betreute dort unter anderem die Fachgebiete Zivilrecht, Handelsrecht, Internationales Privatrecht, Strafrecht, Schwurgerichts-, Staatsschutz- sowie Wirtschafts- und Notarsachen. Bis Ende 2019 war sie als Richterin am Hamburger Oberlandesgericht tätig, zuletzt 15 Jahre lang in einem Strafsenat.
12 Jahre lang amtierte Britta Schlage ehrenamtlich als stellvertretende Richterin am Hamburgischen Verfassungsgericht. Sie engagierte sich auch in der Personalvertretung der Richter in Hamburg.
Am 7. November 2019 trat sie in den Ruhestand.
Bei der Bürgerschaftswahl in Hamburg 2020 zog sie als Abgeordnete in die Hamburgische Bürgerschaft ein. Bei der Bürgerschaftswahl 2025 verfehlte sie den Wiedereinzug in die Bürgerschaft.
Sie engagiert sich in den Bereichen Seniorenpolitik, Gleichstellung von Frauen mit Männern sowie Umwelt- und Klimapolitik. Sie ist seit 2022 Vorsitzende der SPD-Arbeitsgemeinschaft 60 plus Hamburg gemeinsam mit Markus Schreiber (Doppelspitze).
Schlage wohnt in Hamburg-Bergedorf und hat einen Sohn.

## Ämter und Mitgliedschaften (Auswahl)
- Seit 2007: Landesvorstand der Hamburger SPD[5]
- Kreisvorstand der Bergedorfer SPD
- Kreisvorstand der Bergedorfer AG 60plus
- Kreisvorstand der Bergedorfer AG sozialdemokratischer Frauen